# Лакумаз
Лакумаз (*д/н — після 203 до н. е.) — цар племінного союзу массіліїв (Східна Нумідія) в 206—205 роках до н. е.

## Життєпис
Старший син царя Езалка та, можливо, небоги Ганнібала. На час смерті батька близько 207 року до н. е. був ще дитиною. 206 року до н. е. його брат — цар Капусса зазнав поразки у війні проти родича Мазетула. Останній одружився з матір'ю Лакумаза, якого зробив царем. Втім фактична влада належала останньому.
205 року до н. е. до Нумідії повернувся Масинісса, стриєчний брат Лакумаза, що мав більші права на владу. У битві біля Тапсу Лакумаз і Матекул зазнали поразки. Лакумаз утік до Сіфакса, царя масесиліїв.
Близько 203 року до н. е. отримав дозвіл від Масинісси повернутися до Нумідії, де став мешкати як приватна особа. Дата смерті невідома.